# Karl Gottfried Scheibert

Karl Gottfried Scheibert

Karl Gottfried Scheibert (* 4. Oktober 1803 in Schellin, Kreis Pyritz; † 19. Februar 1898 in Jannowitz) war ein deutscher Pädagoge.

## Leben
Karl Gottfried Scheibert war der Sohn des Schelliner Schneiders, Küsters und Schulmeisters Martin Scheibert und seiner Frau Anna Sophia Kuntze. Er besuchte bis Ostern 1821 das Gröningsche Gymnasium in Stargard und studierte ab 1822 an der Universität Greifswald Philologie und Theologie.
Im April 1825 erhielt Scheibert eine Stelle im akademischen Seminar für gelehrte Schulen in Stettin und fand hier 1829 eine Anstellung als Lehrer am Marienstiftsgymnasium.
Am 3. August 1830 heiratete Scheibert die Tochter Adelheid seines älteren Kollegen Justus Günther Graßmann (1779–1852). Sein Schwager war der Mathematiker und Sanskritist Hermann Graßmann.
Scheibert wurde 1840 Direktor der neu errichteten Friedrich-Wilhelms-Schule in Stettin, eines Realgymnasiums, die er selbständig nach seinen Plänen leiten konnte. Er begann seinen Gedanken einer familienähnlichen Erziehungsgemeinschaft zu verwirklichen, führte wöchentliche Konferenzen ein, um die Lehrer mit allen Schülern und allen Lehrstoffen in Berührung zu bringen, und förderte die Selbstverwaltung der Schüler durch freie Schülervereine. Sein Grundsatz war: „Alles zielte hin auf Weckung, Erregung, Übung, Stärkung des Willens bis hin zum freien selbständigen Wollen zunächst des Schul- und zuletzt des höchsten Daseinszweckes.“ 1850 war er Mitglied des Volkshauses des Erfurter Unionsparlaments.
Er wurde 1849 mit dem Roten Adlerorden und 1852 mit dem Ritterkreuz des Königlichen Hausordens von Hohenzollern ausgezeichnet. Im Jahre 1855 wurde er Ehrendoktor der Universität Greifswald.
1855 nahm er die Berufung auf das Amt eines Schulrates für die evangelischen Gymnasien der Provinz Schlesien an und zog mit seiner Familie nach Breslau. 1861 starb seine Ehefrau.
In innerem Konflikt mit Entscheidungen des Kultusministeriums in Berlin reichte Scheibert sein Abschiedsgesuch ein, das 1873 angenommen wurde. Er zog nach Jannowitz am Riesengebirge, wo er noch fast 25 Jahre lebte und schriftstellerisch arbeitete.
Scheibert war in seinem Wirken ein Vorläufer der Reformpädagogen Kerschensteiner und Gaudig.
Sein Sohn Justus Scheibert (1831–1903) wurde ein bekannter Militärschriftsteller.

## Schriften
- Versuch, die Prinzipien der Kombinationslehre als einer selbständigen Wissenschaft festzustellen. Stettin 1834.
- Das Gymnasium und die höhere Bürgerschule. 2 Bände. Berlin 1836.
- Das Wesen und die Stellung der höheren Bürgerschule. Berlin 1848.
- Über den Kern der Erziehungsfrage. Stettin 1865.
- Des Kindes Spielen und Spielzeug. Breslau 1866.
- Briefe eines alten Schulmannes. Aus dem Nachlasse des Provinzialschulrats und Geh. Regierungsrats Dr. Carl Gottfried Scheibert. Hrsg. von Friedrich Schulze. R. Voigtländer, Leipzig 1906.